# Saturnino Martínez
Saturnino Martínez Tirado (León de Los Aldama; 30 de noviembre de 1927-?; 21 de marzo de 2019) fue un futbolista mexicano que actuaba en la defensa.

## Trayectoria
Comenzó su carrera profesional en 1948 con el Real Club España, el cual dejó en 1950 después de que ese equipo se retirara de la Liga Profesional Mexicana. Se trasladó al Club León, con el que ganó el Campeonato Mexicano de 1952.
En la temporada 1953-54 jugó en el Club Necaxa y luego pasó al C.F. Atlante, donde se retiró en 1955.

## Selección nacional
Debutó con la selección mexicana el 6 de abril de 1952 en un partido por el Campeonato Panamericano, celebrado en Chile, contra Brasil, que cayó 2-0. Su única aparición en la Copa del Mundo contra Francia (2:3) el 19 de junio de 1954 fue su último encuentro internacional.

### Participaciones en Copas del Mundo
| Mundial                        | Sede  | Resultado    |
| ------------------------------ | ----- | ------------ |
| Copa Mundial de Fútbol de 1954 | Suiza | Primera fase |

## Clubes
| Club             | País   | Año       |
| ---------------- | ------ | --------- |
| Real Club España | México | 1948-1950 |
| León F. C.       | México | 1950-1953 |
| Club Necaxa      | México | 1953-1954 |
| C. F. Atlante    | México | 1954-1955 |

## Palmarés

### Títulos nacionales
| Título           | Equipo | País   | Año     |
| ---------------- | ------ | ------ | ------- |
| Primera División | León   | México | 1951-52 |